# Ералиев, Марлен Миримканович
Марлен Миримканович Ералиев (род. 14 апрела 1991, Джезказган, Казахская ССР) — казахстанский футболист, защитник.

## Карьера
Ералиев сыграл один матч в высшей лиге Казахстана за клуб «Казахмыс» из Саптаева. Сыграв за клуб 37 матчей в лигах с 2007 по 2011 год, он перешёл в «Каспий» из Актау. Последним клубом в карьере Марлена стал «Гефест» из города Сарань.